# Trouble Man: Heavy Is the Head
Pour les articles homonymes, voir Trouble Man.
Albums de T.I.
No Mercy
(2010) Paperwork
(2014)
Singles
1. Go Get It
Sortie : 17 juillet 2012
2. Ball
Sortie : 16 octobre 2012
3. Hello
Sortie : Avril 2013

Trouble Man: Heavy Is the Head est le huitième album studio de T.I., sorti le 17 décembre 2012 en France et le 18 décembre 2012 aux États-Unis.
Pour ce nouvel opus, T.I. a travaillé avec des producteurs comme Jason Geter (exécutif), Big K.R.I.T., Drumma Boy, Pharrell Williams, The Runners, DJ Toomp ou encore T-Minus.
L'album a été certifié disque d'or par la Recording Industry Association of America (RIAA) le 7 novembre 2013.

## Listes des titres
| 1.    | The Introduction (Produit par K-Trak, Tommy Brown et Travis Sayles)                     | Thomas Lee Brown, Marvin Gaye, Clifford Harris, Jr., Lajuan Kinnemore, Travis Sayles, Tommy Brown                    | Trouble Man de Marvin Gaye                                                   | 3:53 |
| 2.    | G Season (featuring Meek Mill – Produit par Cardiak et Chinky P)                        | Harris, Jr., Robert Williams, Carl McCormick, Kenneth Gamble, Leon Huff, Gene McFadden, Paul Tisdale, John Whitehead | Shiftless, Shady, Jealous Kind of People des O'Jays                          | 3:57 |
| 3.    | Trap Back Jumpin' (Produit par DJ Toomp)                                                | Harris, Jr., Aldrin Davis                                                                                            |                                                                              | 5:04 |
| 4.    | Wildside (featuring A$AP Rocky – Produit par No I.D. et Brian Kidd)                     | Harris, Jr., Rakim Mayers, Dion Wilson, Brian Kidd                                                                   |                                                                              | 5:28 |
| 5.    | Ball (featuring Lil Wayne – Produit par Rico Love et Earl & E)                          | Harris, Jr., Dwayne Carter, Richard Butler, Earl Hood, Eric Goudy II, Orville Hall, Phillip Price                    | Drag Rap des Showboys E.I. (Tip Drill Remix) de Nelly featuring St. Lunatics | 3:25 |
| 6.    | Sorry (featuring André 3000 – Produit par Jazze Pha, Sir Clef et Po Johns)              | Harris, Jr., André Benjamin, Phalon Alexander, Stacy Barthe, Derel Haynes, Aldric Johns                              |                                                                              | 5:48 |
| 7.    | Can You Learn (featuring R. Kelly – Produit par DJ Montay, Jamezz Bonn** et Mr. Jonz**) | Harris, Jr., Fredrick Hall, Willie Hutch, William Jones, Robert Kelly, Montay Humphrey, Korey Robertson              | I Choose You de Willie Hutch                                                 | 6:12 |
| 8.    | Go Get It (Produit par T-Minus)                                                         | Harris, Jr., Tyler Williams, Nikhil Seetharam                                                                        |                                                                              | 3:37 |
| 9.    | Guns and Roses (featuring P!nk – Produit par T-Minus et Nikhil*)                        | Harris, Jr., Alecia Moore, T. Williams, Nikhil Seetharam, Jacob Kasher, Kelly Sheehan                                |                                                                              | 4:28 |
| 10.   | The Way We Ride (Produit par 1500 or Nothin' et The Futuristiks)                        | Harris, Jr., Larrance Dopson, Lamar Edwards, John Groover, Michael Cox, Jr.                                          |                                                                              | 4:03 |
| 11.   | Cruisin’ (Produit par Lil C)                                                            | Harris, Jr., Cordale Quinn                                                                                           |                                                                              | 3:55 |
| 12.   | Addresses (Produit par T-Minus)                                                         | Harris, Jr., T. Williams                                                                                             |                                                                              | 3:09 |
| 13.   | Hello (featuring Cee Lo Green – Produit par Pharrell Williams)                          | Harris, Jr., Pharrell Williams, Thomas Callaway                                                                      |                                                                              | 4:07 |
| 14.   | Who Want Some (Produit par DJ Toomp)                                                    | Harris, Jr., Cedric L Young, Davis, James Payne, James Glaser                                                        | Woman, Woman de John Davidson                                                | 5:55 |
| 15.   | Wonderful Life (featuring Akon – Produit par Sanchez Holmes)                            | Marquinarius Holmes, Elton John, Harris, Jr., Bernie Taupin, Aliaune Thiam                                           | Your Song d'Elton John                                                       | 5:21 |
| 16.   | Hallelujah                                                                              | Harris, Jr., Jevon Hill, Michael Render, Timothy Thomas, Theron Thomas                                               | Hallelujah de Leonard Cohen                                                  | 3:24 |
| 71:45 |                                                                                         | |                                                                              |      |

| Titres bonus iTunes Store | Titres bonus iTunes Store                    | Titres bonus iTunes Store    | Titres bonus iTunes Store | Titres bonus iTunes Store | Titres bonus iTunes Store | Titres bonus iTunes Store | Titres bonus iTunes Store | Titres bonus iTunes Store | Titres bonus iTunes Store |
| No                        | Titre                                        | Auteur                       | Durée                     |                           |                           |                           |                           |                           |                           |
| ------------------------- | -------------------------------------------- | ---------------------------- | ------------------------- | ------------------------- | ------------------------- | ------------------------- | ------------------------- | ------------------------- | ------------------------- |
| 17.                       | Love This Life (Produit par 1500 or Nothin') | Harris, Jr., Edwards, Dopson | 3:54                      |                           |                           |                           |                           |                           |                           |
| 18.                       | Like That (Produit par Lil C et Mars)        | Harris, Jr., Quinn, Edwards  | 4:09                      |                           |                           |                           |                           |                           |                           |
| 79:49                     |                                              |                              |                           |                           |                           |                           |                           |                           |                           |

| 17. | Live on Tonight (featuring Victoria Monet – Produit par Tommy « TBHITS » Brown et Travis Sayles) | Harris, Jr., Brown, Sayles            | 3:39 |
| 18. | Parlay (featuring D.O.P.E. – Produit par Chuck Diesel)                                           | Harris, Jr., Charles Spencer          | 4:13 |
| 19. | Check This Dig That (featuring Trae Tha Truth – Produit par Sanchez Holmes)                      | Harris, Jr., Holmes, Fraizer Thompson | 4:45 |

- * Coproducteur
- ** Production additionnelle

## Dates de sortie
| Pays        | Date             | Label              | Format             |
| ----------- | ---------------- | ------------------ | ------------------ |
| France      | 17 décembre 2012 | Atlantic Records   | CD                 |
| Canada      | 18 décembre 2012 | Atlantic Records   | CD                 |
| Royaume-Uni | 18 décembre 2012 | Atlantic Records   | CD, Téléchargement |
| Australie   | 19 décembre 2012 | Atlantic Records   | CD                 |
| Pays-Bas    | 20 décembre 2012 | Atlantic Records   | CD                 |
| Allemagne   | 21 décembre 2012 | Warner Music Group | CD                 |
| Royaume-Uni | 24 décembre 2012 | Warner Music Group | CD                 |
| Suède       | 26 décembre 2012 | Atlantic           | CD                 |

## Classement
| Classement / pays (2012)         | Meilleure position |
| -------------------------------- | ------------------ |
| UK Albums Chart                  | 188                |
| Billboard 200                    | 2                  |
| Billboard Top R&B/Hip-Hop Albums | 1                  |
| Billboard Top Rap Albums         | 1                  |